# Jason Cain
Pour les articles homonymes, voir Cain (homonymie).
Jason Cain, né le 31 mars 1985 à Philadelphie en Pennsylvanie, est un joueur américain de basket-ball.